# 白河區

白河區（市道172號與康樂路交界）

白河區（四縣腔客拼：pag hoˇ kiˊ），舊稱「店仔口」，前身「白河鎮」，位於臺灣臺南市東北端，北隔八掌溪與嘉義縣水上鄉、中埔鄉相鄰，西鄰後壁區，東連嘉義縣大埔鄉，南接東山區，為全臺南市僅次於南化區面積第二大的行政區，亦為市境最高點大凍山的所在地，著名的關子嶺溫泉及關子嶺風景區也位在此區。屬於大新營生活圈一部分，亦因鄰近嘉義市，與之交流頻繁。白河地處嘉南平原東南隅，氣候屬熱帶季風氣候，自古即有蓮花的種植，古地名便有蓮潭一庄，白河蓮子的產量常年佔臺灣蓮子產量的三分之二，向來是全國最大的蓮子產地。
廣義的白河地區還包括東山、後壁，後壁尤指縱貫鐵路以東的地區（包含安溪寮、烏樹林、後壁寮、上茄苳、下茄苳、土溝、本協庄等），皆以白河市街為城鎮中心。在地的地政、警消系統列為白河管轄。

## 歷史沿革
白河位於嘉南平原中部，為平原與山區的交集處，地勢較後壁、鹽水、新營為高，向為各類山產、農產品之集散地，亦是府城臺南往北到嘉義的通道之一。大排竹、馬稠後、客庄內是白河較早形成的聚落。
白河市區形成肇因於關子嶺山區物產運往鹽水港、大排竹、上下茄苳等地交易，古時人民以擔挑、推車載運貨物，行出山區進入平原地區時越過白水溪，有歇腳補給之必要，遂有人於溪畔搭棚經營小店，提供餐飲休息需求，交易情形日漸熱絡，進而在今市區所在地形成一個聚落，故市區舊稱店仔口（四縣腔客拼：diam eˋ heuˋ），大多數時間歸嘉義縣管轄，清時與日治初期設有店仔口堡、店仔口庄。另外，白河做為嘉南平原與關子嶺山麓的產業集散中心，在農業時代佔有與足輕重的地位，與鹽水、新營、善化、麻豆、佳里、學甲、新化並稱為臺南縣八大鎮。
1920年（大正九年）行政區改制，屬臺南州新營郡。原預訂命名為「店口庄」，但日本政府後來又以白水溪流經，而在此成立白河庄，1943年升為白河街，1920年時白河與鹽水人口與商業均較新營繁盛，但新營因有縱貫鐵路初落成，遂成郡治所在，1945年臺南市升格成省轄市後，臺南縣政府遷設於新營鎮，其後並改制為新營市，發展始漸盛其他。戰後改制為白河鎮，2010年12月25日因臺南縣市合併升格而改稱白河區。今日白河區仍為鄰近東山區與後壁區（主要指縱貫鐵路以東）的小生活圈中心，但由於人口嚴重外流與人口都市化集中的結果，功能日益低落。

## 人口
按1926年「臺灣總督官房調查課」所做之「臺灣在籍漢民族鄉貫別調查」，白河居民祖籍以漳州人為主，佔93%，尤其以漳州府南靖縣、平和縣、詔安縣居多，潮州佔3%，主要來自潮州府海豐縣，泉州籍數量相對甚少，另有少數客家人因水庫興建移居林子內、部份平埔族洪雅族哆囉嘓社分布於岩前、岩腳、白水溪，西拉雅大武壠族原住民居住於白水溪、六重溪(六重溪部落)等沿山地帶。
根據臺南市白河戶政事務所統計，2024年底白河區戶數約1.1萬戶，人口約2.5萬人，區內人口最多與最少的里分別是永安里與崁頭里，2024年底兩里人口分別為3,456人與347人。

## 政治

### 歷任首長

#### 日治時期
長
街長

#### 民國時期
鎮長
- 王國安（官派）

| 任次 | 姓名   | 備註       |
| ---- | ------ | ---------- |
| 1    | 葉寶通 | 民選首任   |
| 2    | 林濟恒 |            |
| 3    | 林濟恒 |            |
| 4    | 吳明鐘 |            |
| 5    | 毛牛港 |            |
| 6    | 張靜南 |            |
| 6    | 黃玉春 | 補選       |
| 7    | 黃玉春 |            |
| 8    | 黃珍   |            |
| 9    | 施文龍 |            |
| 10   | 施文龍 |            |
| 11   | 張自興 |            |
| 12   | 張自興 |            |
| 13   | 張世賢 |            |
| 14   | 張世賢 |            |
| 15   | 劉米山 | 改制前末任 |

區長
| 任次 | 姓名   | 備註 |
| ---- | ------ | ---- |
| 1    | 劉米山 |      |
| 2    | 譚乃澄 |      |
| 3    | 蕭福清 |      |
| 4    | 董麗華 | 現任 |

### 區政組織

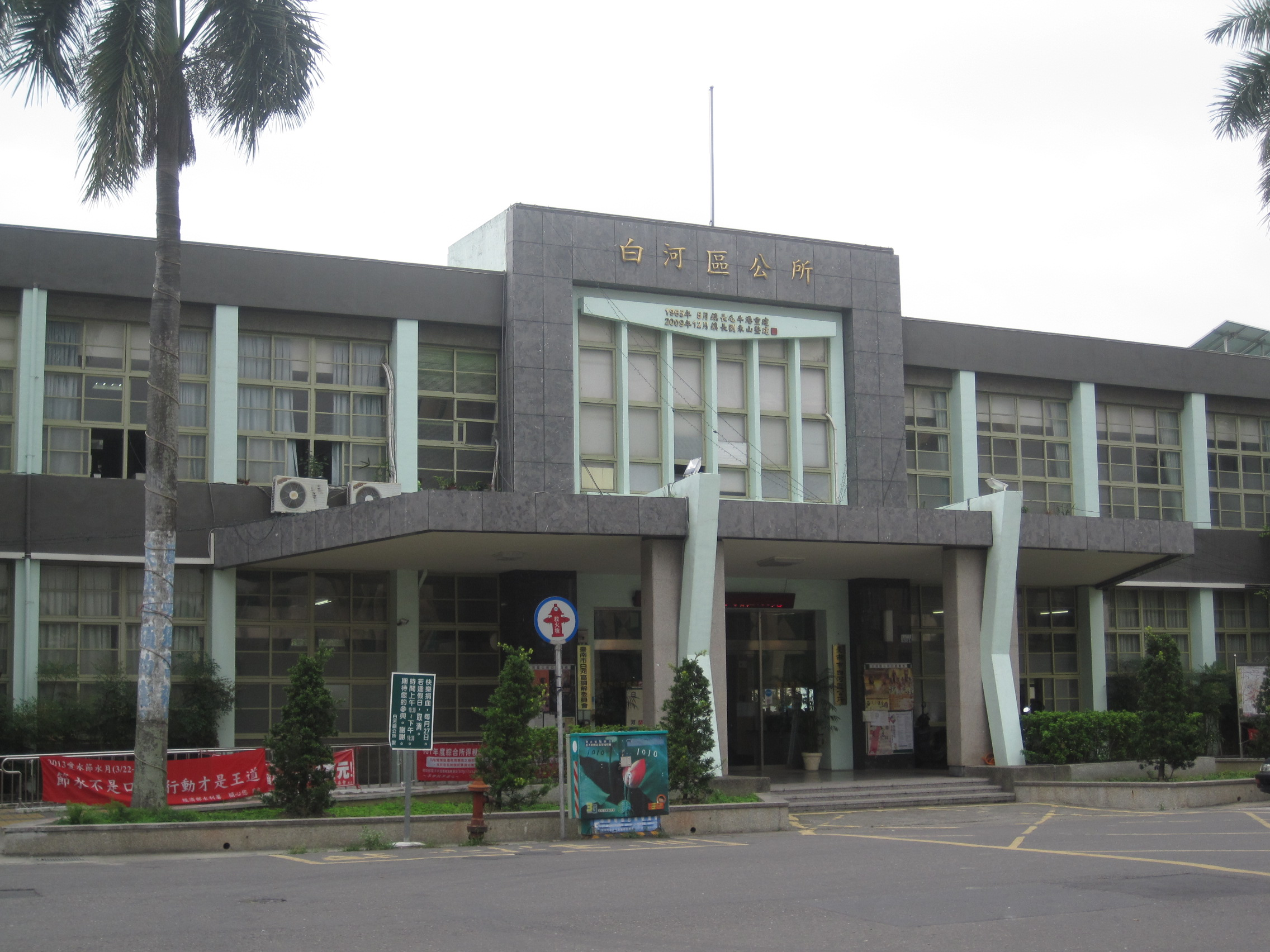
白河區公所

白河區公所是臺南市政府在白河區的派出機關，在中華民國政府架構中為市政府綜理區政的執行機關，上級業務監督機關為臺南市政府。区长由市長任命，其任期為無任期保障。在區長及主任秘書之下，設有4課3室等7個內部單位。

### 行政區
現今白河區行政範圍的確立，來自於1920年，日本將臺灣十二廳改為五州二廳，設白河庄屬臺南州新營郡。白河庄轄白河、客庄內、頂秀祐、下秀祐、崁子頭、糞箕湖、關子嶺、六重溪、白水溪、海豐厝、大排竹、詔安厝、蓮潭、竹子門、埤子頭、馬稠後等16個大字。1943年，白河庄改制為「白河街」。1945年，改為「白河鎮」，屬臺南縣新營區:436。1950年，裁撤區署，白河鎮改直隸於臺南縣:437。2010年12月25日，臺南縣市合併改制為直轄市，白河鎮改制為市轄區「白河區」，隸屬臺南市。
| 白河區行政區劃 |        |      |        |      |          |
|                |        |      |        |      |          |
| 編號           | 里名   | 編號 | 里名   | 編號 | 里名     |
| 1              | 關嶺里 | 2    | 仙草里 | 3    | 虎山里   |
| 4              | 大林里 | 5    | 河東里 | 6    | 六溪里   |
| 7              | 大竹里 | 8    | 詔豐里 | 9    | 廣蓮里   |
| 10             | 白河   | 11   | 庄內里 | 12   | 外角里   |
| 13             | 永安里 | 14   | 崁頭里 | 15   | 秀祐里   |
| 16             | 內角里 | 17   | 崎內里 | 18   | 馬稠後里 |
| 19             | 竹門里 | 20   | 汴頭里 | 21   | 昇安里   |

2018年進行里鄰調整，在4月30日將廣安里、蓮潭里合併成「廣蓮里」，詔安里、玉豐里合併成「詔豐里」，甘宅里、草店里合併成「馬稠後里」（與崎內里調整里界）。

### 警政治安
- 內政部警政署國道公路警察局第8隊（白河分隊）
- 臺南市政府警察局白河分局
- 白河派出所(06)6852018
- 竹門派出所(06)6854324
- 內角派出所(06)6816374
- 玉豐派出所(06)6854887
- 仙草派出所(06)6854044
- 關嶺派出所(06)6822629

## 宗教信仰

### 民間信仰

#### 公廟
店仔口七大廟：

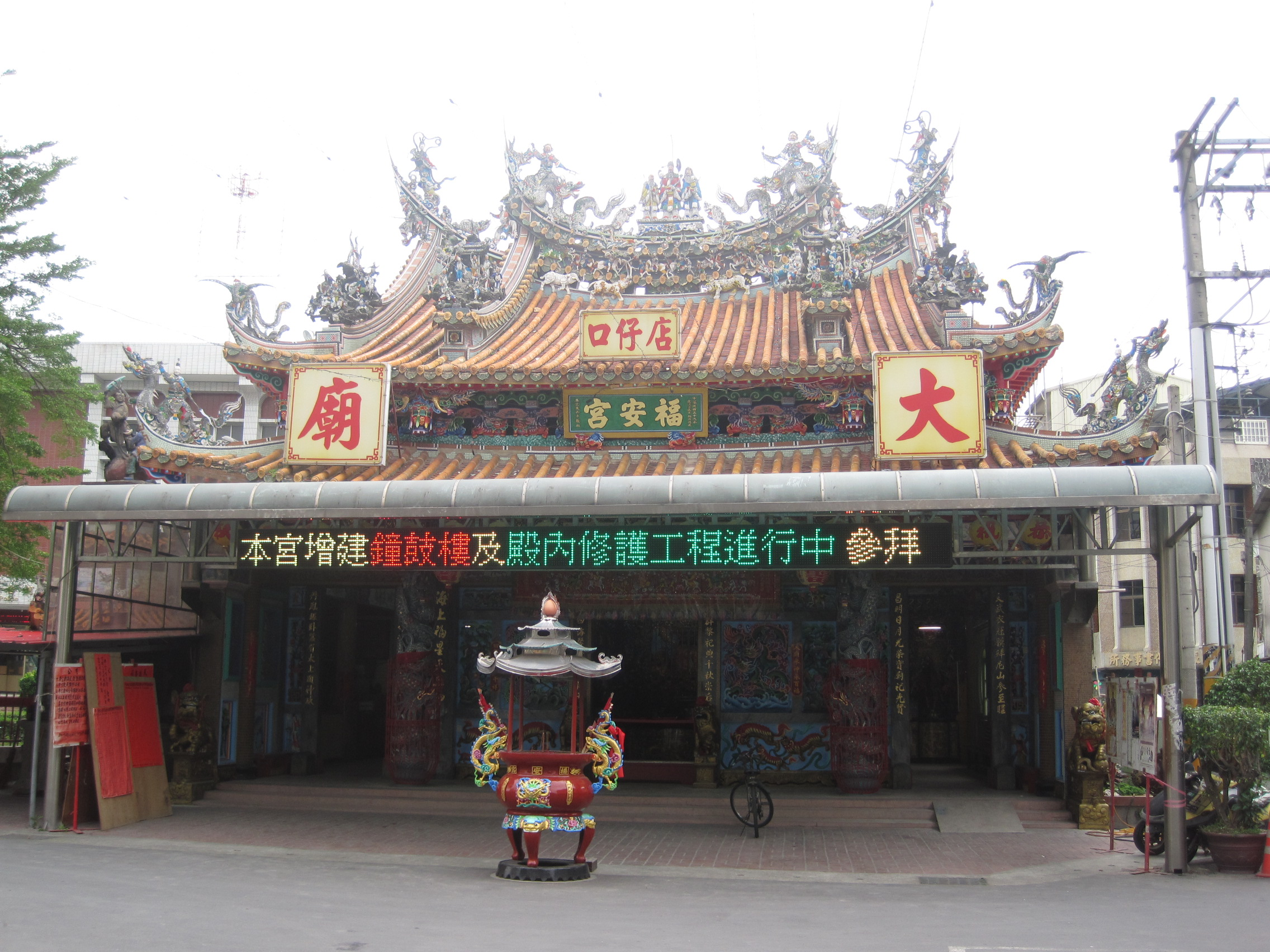
福安宮

- 福安宮：為白河區信仰中心，主祀媽祖『店仔口媽』；龍邊祀由吳志高所創玉山書院因災毁損移入的至聖先師孔子，虎邊祀武聖關聖帝君。後殿主祀觀音菩薩，龍邊福德正神，虎邊註生娘娘，皆農業社會職司農業生產與人口繁殖的神祇。側殿祀城隍爺。

- 永安宮：主祀全臺開基漳洲天上三聖母－洪杏蘭、漳洲天上二聖母-黃秀霞、漳洲天上大聖母-陳懷玉（柔懿慈濟夫人），為臺灣少見之漳洲系統媽祖廟，俗稱《漳洲媽》《漳洲媽祖》《漳洲聖母》係由清領時期漳洲先民至福建省漳洲府大安宮迎請來臺，至今分靈漳洲媽神尊遍及全國各地；而永安宮慶典為每逢生肖虎年、兔年、龍年皆會舉香前往全臺祀典大天后宮進香領兵，並於龍年舉行祈安圓香遶境，實屬地方盛事；目前廟內保有已故府城國寶級彩繪大師潘麗水先生之三川門門神作品(共六片)，於2017年七月已由台南市政府文化資產管理處登錄為古物，也為台南市第一件被列為古物的門神彩繪作品，2019年十二月委由國立台南藝術大學進行為期一年半之移地修復工程。此外也保有泥塑鎮殿千里眼、順風耳將軍(一對)，極為珍貴。

配祀：觀世音菩薩、中壇太子、福德正神、註生娘娘、田都府元帥、虎爺公、關聖帝君
獅館：聖明堂龍鳳獅陣（由本區秀祐里舉人公廟龍鳳獅館教授傳承）
廟內會員組織：永安宮聖母會（會長及爐主選拔制度）、永安宮拜師會（漳洲天上三聖母師徒制）、永安宮誦經團
- 湄州宮：主祀天上聖母、池府千歲、中壇元帥：龍邊祀註生娘娘；虎邊獅爺
- 三官寶殿：主祀三官大帝；龍邊祀神農大帝；虎邊福仁堂武神太祖先師、五顯大帝、白鶴仙師。
- 臨水宮：主祀臨水夫人
- 福呂府：主祀福德正神、呂府大千歲
- 武聖殿：主祀武聖關聖帝君

### 宗祠
- 客內張氏家廟【祖厝、祭祀公業張婆太】：乃張氏宗祠-為現存臺灣臺南市白河區庄內里「祭祀公業張婆太祖厝」，建於清代，民國24年再修建，現座落於白河區庄內里客庄內47之5號。源自福建省漳州市南靖縣書洋鎮河坑村張氏祠堂「世英堂」，清代始於福建漳州府南靖縣永豐里總竹塔甲河坑，由先祖張騰千(號念三郎)子孫之石橋第六世張崇寶、張崇德、張崇政兄弟合力改建原張氏宗祠-「南山祠」而成，由於其先祖張騰千之孫子張仕良(張石荫第四子)是從南靖縣曲江圩河坑隔壁的石橋村遷来，石橋村建有一座張氏宗祠-「世瑛堂」，為了不忘根源，遂将「南山祠」更名為現今的「世英堂」。另張氏先祖的兄弟又另於臨近的塔下村建「德遠堂」(又稱“張氏家廟”）來祭祀張氏祖先，其始建于明代，清乾隆二十五年（1760年）重建，后又多次重修。現存臺灣臺南市白河區庄內里之[張氏家廟]，內供奉河坑遷臺之十二世祖張佑(永瑞公)牌位，以延續保佑其世代子孫，目前白河區客庄內庄內里、外角里張氏後代族人，已繁衍至第二十四世，祈後代德隆永盛，萬世其昌。(源出《新敘張氏小宗族譜》-張振明載)
- 客內清河堂【公厝、祭祀公業張鑑公】：建於清代，現座落於白河區客庄內庄內里福呂府千歲廟南面處，供奉張監公祖先牌位，源自南靖縣永豐（里）石橋鄉三傳社竹插甲張騰千公(號念三郎)派下七世法通公遷臺開墾，於現在白河區庄內里客庄內二四之一號，現已繁衍子孫至二十四世。(源自:尋根-數字家譜館《台湾張氏族譜專增编本》-張振明載）
- 三間厝黃姓宗祠
- 三間厝蘇家公館
- 三間厝沈姓宗祠
- 三角潭清河堂
- 枋子林包家祠堂

### 佛教
- 善知院（達摩禪院）
- 火山碧雲寺
- 火山大仙寺

### 基督宗教
白河地區宗教信仰多元，由於白河為早期英格蘭長老教會傳道師李庥牧師傳道的根據地之一，亦為台灣基督長老教會嘉義中會最早立足的地區之一，
故相較於台南市其他行政區，基督宗教教會數量較多，占比亦高出許多，為白河地區的特色之一。
台灣基督長老教會
- 店仔口教會(白河基督長老教會)
- 活石教會
- 關子嶺教會
- 白水溪教會
- 岩前教會
- 林子內教會
- 重生教會

中華福音道路德會榮恩堂
天主教會
- 白河天主堂
- 仙草埔天主堂

## 教育

### 高級職業學校

國立白河高級商工職業學校

- 國立白河高級商工職業學校

### 國民中學
- 臺南市立白河國民中學

### 國民小學
- 臺南市白河區白河國民小學
- 臺南市白河區大竹國民小學【大排竹】
- 臺南市白河區河東國民小學【畚箕湖】
  - 六溪分校【六重溪】
- 臺南市白河區內角國民小學
- 臺南市白河區玉豐國民小學【海豐厝】
- 臺南市白河區竹門國民小學【竹子門】
- 臺南市白河區仙草實驗小學【仙草埔】
  - 關嶺分校【關仔嶺】

## 交通

### 高速公路
- 國道三號（福爾摩沙高速公路）
  - 白河地磅站（313）
  - 白河交流道（311）

### 公路
- 市道165號：白嘉公路
- 市道172號：白新公路
- 市道172甲線
- 市道172乙線
- 市道175號

### 鐵路
- 昔日白河曾有糖業鐵路白河線連接至烏樹林車站，於烏樹林車站轉乘烏樹林線可至縱貫線新營車站，目前已結束客運業務並拆除。

### 公車
| 編號             | 營運業者            | 營運路線                         | 備註 |
| ---------------- | ------------------- | -------------------------------- | --- |
| 33               | 新營客運            | 高鐵嘉義站－關子嶺               | - 經由菁寮、後壁車站、白河站、仙草埔。 - 該路線橫跨嘉義縣、台南市兩地。 - 每週三停駛，台灣好行關子嶺線。 |
| 東山咖啡線       | 新營客運            | 關子嶺－橫路休息站               | - 經由南寮、175咖啡公路。 - 台灣好行東山咖啡線。                                                         |
| 黃幹線           | 新營客運 興南客運   | 白河－麻豆轉運站                 | - 部分班次繞駛白河商工。 - 經由新營、柳營、下營區公所、新樓醫院。                                        |
| 黃幹線區間車(北) | 新營客運            | 白河－新營                       | - 部分班次繞駛白河商工。 - 7:05白河站發車班次延駛柳營奇美醫院。 - 經由烏樹林。                           |
| 黃6-1            | 新營客運            | 白河－土溝－後壁－菁寮           | - 農村樂活公車，例假日行駛。                                                                             |
| 黃10             | 新營客運            | 後壁泰安宮－白河－六重溪鎮安宮   | - 部分班次繞駛白河國中。                                                                                 |
| 黃10區間車(東)   | 新營客運            | 白河－六重溪鎮安宮               | - 17:00班次自白河國中發車。                                                                              |
| 黃10區間車(西)   | 新營客運            | 後壁泰安宮－白河                 | |
| 黃10-1           | 皇冠交通            | 白河－檳榔腳                     | - 全線使用小黃公車營運。                                                                                 |
| 黃10-2           | 皇冠交通            | 白河－莿桐崎土地公廟             | - 全線使用小黃公車營運。                                                                                 |
| 黃11             | 新營客運            | 白河－東山－青山                 | - 部分班次延駛白河商工。                                                                                 |
| 黃11-1           | 新營客運            | 白河－東山－李子園               | |
| 黃11-2           | 新營客運            | 白河－橫路休息站                 | - 部分班次繞駛前雙溪（不經大洋）。 - 經由東山、南勢里。                                                  |
| 黃12             | 新營客運            | 白河－虎山里－關子嶺             | - 部分班次延駛新營站。 - 經由木屐寮。                                                                    |
| 黃12-1           | 皇冠交通            | 白河－虎山里－大仙寺             | - 全線使用小黃公車營運。                                                                                 |
| 黃12-2           | 新營客運            | 關子嶺－關子嶺                   | - 關子嶺假日公車，循環線行駛。                                                                           |
| 黃13             | 新營客運            | 白河－關子嶺－南寮               | - 部分班次延駛白河國中、仙公廟。                                                                         |
| 黃14             | 新營客運            | 白河－林子內教會－三層崎         | |
| 黃14區間車       | 新營客運            | 白河－林子內教會                 | - 白河站16:00發車，於林子內教會16:25折返。                                                               |
| 黃14-1           | 台一大車隊          | 白河－甘宅－內角                 | - 全線使用小黃公車營運。                                                                                 |
| 黃15             | 新營客運 台一大車隊 | 白河－詔安厝                     | - 5班次使用小黃公車營運。 - 小黃公車班次繞駛大安宮，延駛蓮花公園。                                       |
| 黃16             | 新營客運            | 白河國中－東山－六甲－隆田火車站 | |
| 黃16-1           | 新營客運            | 白河－菁寮－鹿草－高鐵嘉義站     | |
| 7210             | 嘉義客運            | 嘉義－內角－白河                 | |
| 7214             | 嘉義客運            | 嘉義－內角－白河－關子嶺         | |

### 公共自行車
臺南市YouBike 2.0於2023年2月23日正式營運，截至2024年8月2日於白河區內設置2處站點。

## 旅遊
- 關子嶺溫泉
- 關子嶺風景區
- 水火同源
- 紅葉公園
- 蓮花公園
- 白河水庫
- 火山大仙寺（舊巖）
- 火山碧雲寺（新巖）
- 玉竹綠色隧道（玉豐-竹門）
- 崁頂福安宮
- 白河戰俘營
- 小南海
- 林初埤
- 木棉花道
- 鹿寮水庫
- 洪厝溪洲蘭花瀑布
- 林子內
- 白河萬里長城

## 特產

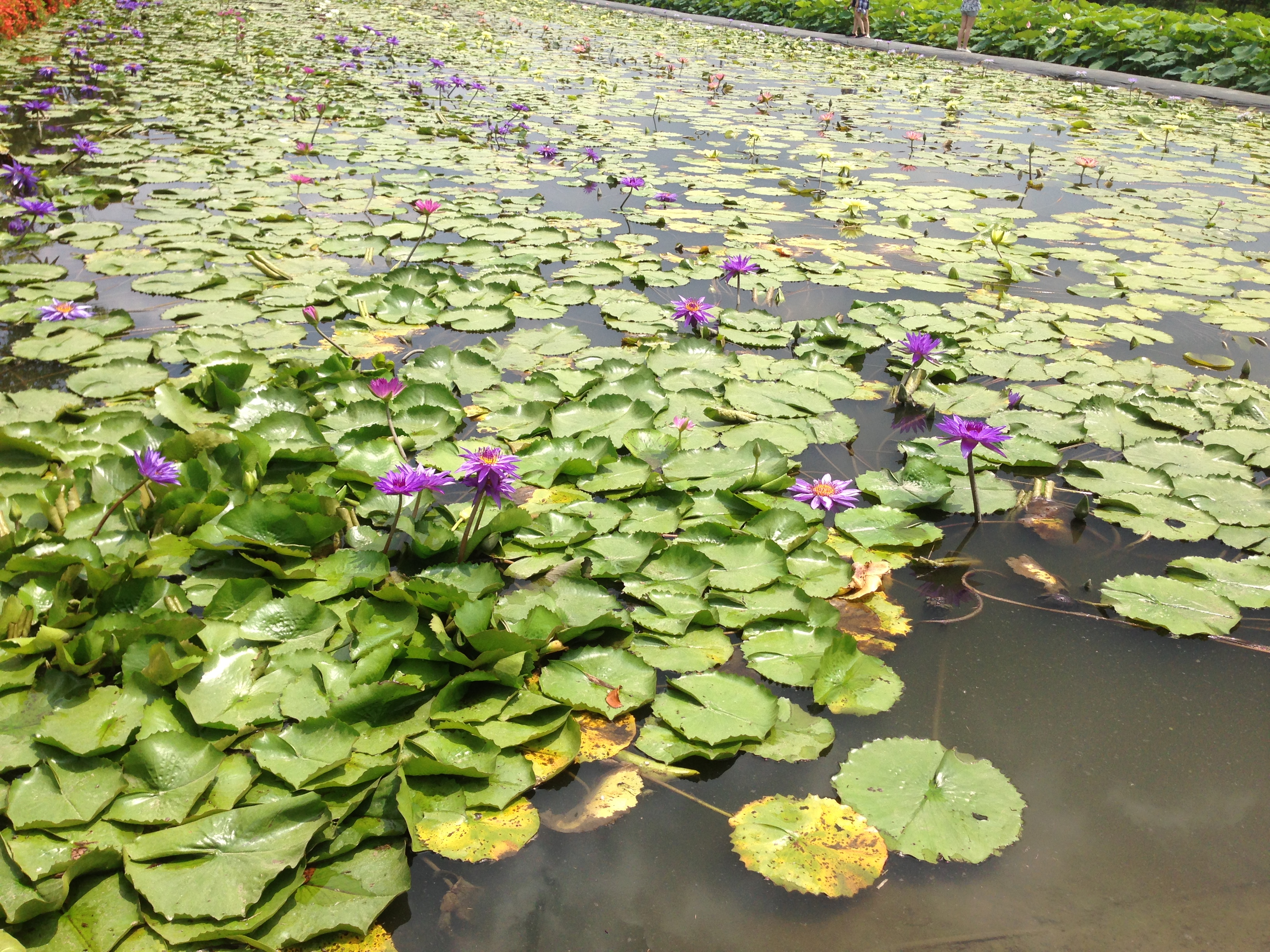
開於白河的香水蓮花

- 稻米
- 竹筍（綠竹、麻竹、桂竹）
- 甘蔗
- 蓮花、蓮子、蓮藕
- 南寮、青皮椪柑
- 龍眼乾

阿軒家烙餅
白河煎包哥

## 外部連結
- 白河區公所 （页面存档备份，存于）